# Несправність
Неспра́вність або неспра́вний стан — стан об'єкта, за яким він нездатний виконувати хоч би одну із заданих функцій об'єкта. 

## Основні визначення
Справність (справний стан) — стан об'єкта, за яким він здатний виконувати всі задані функції об'єкта.
Непрацездатний стан — стан об'єкта, за яким він нездатний виконувати хоч би одну із потрібних функцій
Працездатний стан — стан об'єкта, який характеризується його здатністю виконувати усі потрібні функції

## Загальні поняття
У несправний стан об'єкт переходить внаслідок відмови або пошкодження.
Відмова — подія, яка полягає у втраті об'єктом здатності виконувати потрібну функцію, тобто в порушенні працездатного стану об'єкта.
Відмова приводить об'єкт у непрацездатний стан, так як при цьому принаймні один з основних параметрів не відповідає технічним умовам, що складені для об'єкта.
Пошкодження — подія, яка полягає в порушенні справного стану об'єкта, коли зберігається його працездатність.
Пошкодження може і не приводити до втрати працездатного стану, якщо внаслідок пошкодження об'єкт перестає відповідати технічним умовам тільки за додатковими параметрами.

## Приклади
Приклад несправного, але працездатного пристрою — радіоприймач, основні параметри якого перебувають у заданих межах, а засоби підсвічування шкали не працюють; той же радіоприймач виявиться непрацездатним при виході з ладу блоку живлення чи каскаду підсилення сигналу.